# Thorpe Row
Thorpe Row – przysiółek w Anglii, w Norfolk. Thorpe jest wspomniana w Domesday Book (1086) jako Torp.